# Ripcord World Tour
Il Ripcord World Tour è stato l'undicesimo tour mondiale del cantante australiano Keith Urban, a supporto del suo nono album in studio Ripcord (2016). Nella tappa oceanica del tour è stato accompagnato dalla cantante statunitense Carrie Underwood.

## Scaletta

### Keith Urban
Questa lista è la scaletta dello spettacolo di Bonner Springs del 2 giugno 2016. Non rappresenta quella di tutte le date del tour.
1. Gone Tomorrow (Here Today)
2. Long Hot Summer
3. Break on Me
4. Where the Blacktop Ends
5. Somewhere in My Car
6. Everybody
7. Blue Ain't Your Color
8. Gettin' in the Way
9. Days Go By
10. We Were Us (con Maren Morris)
11. Cop Car
12. The Fighter
13. You Gonna Fly
14. You Look Good in My Shirt
15. Somebody Like You
16. That Could Still Be Us
17. Little Bit of Everything
18. Sun Don't Let Me Down
19. Wasted Time
20. John Cougar, John Deere, John 3:16
21. But for the Grace of God
22. Stupid Boy
23. Raise 'Em Up

### Carrie Underwood
1. Good Girl
2. Undo It
3. Church Bells
4. Wasted
5. Jesus, Take the Wheel
6. Blown Away
7. Jesus, Take the Wheel
8. Wasted
9. Blown Away
10. Cowboy Casanova
11. Dirty Laundry
12. Last Name
13. I Will Always Love You
14. Flat on the Floor
15. Smoke Break
16. Before He Cheats
17. Something in the Water
18. The Fighter (con Keith Urban)
19. Stop Draggin' My Heart Around (con Keith Urban)